# Ołeksandr Syrski
Ołeksandr Stanisławowycz Syrski (ukr. Олександр Станіславович Сирський, ur. jako Aleksandr Stanisławowicz Syrski, ros. Александр Станиславович Сырский 26 lipca 1965 w Nowinkach) – ukraiński wojskowy narodowości rosyjskiej, generał, Naczelny Dowódca Sił Zbrojnych Ukrainy (od 2024), wcześniej dowódca Wojsk Lądowych (2019–2024). Pełnił najwyższe stanowiska dowódcze przez cały czas trwania wojny rosyjsko-ukraińskiej, w 2024 roku stając na czele całości sił ukraińskich. Bohater Ukrainy (2022).

## Życiorys
Urodził się w ZSRR we wsi Nowinki w obwodzie włodzimierskim (wówczas Rosyjska FSRR) w rosyjskiej rodzinie o tradycjach wojskowych. Jego rodzice i brat nadal mieszkają w stolicy obwodu, mieście Włodzimierz, położonym około dwieście kilometrów od Moskwy.
W 1980 roku, gdy Syrski miał piętnaście lat, jego ojciec został skierowany do służby wojskowej w Charkowie (wówczas Ukraińska SRR). W tym mieście ukończył szkołę średnią. Następnie został przyjęty do prestiżowej Moskiewskiej Wojskowej Wyższej Szkoły Dowódczej, którą ukończył w 1986 roku. Po studiach służył w oddziałach artylerii Armii Radzieckiej, m.in. w Afganistanie, Tadżykistanie i Czechosłowacji.
Po rozpadzie ZSRR jego jednostka wojskowa w Czuhujewie w obwodzie charkowskim została przekazana pod dowództwo ukraińskie, a on szybko awansował do stopnia pułkownika. W 1996 ukończył z wyróżnieniem Akademię Sił Zbrojnych Ukrainy w stopniu operacyjno-technicznym, a w 2005 – Akademię Obrony Narodowej Ukrainy (ze złotym medalem). Dowodził 72. Brygadą Zmechanizowaną, dochodząc do stopnia generała majora. Od 2013 pierwszy zastępca szefa Głównego Centrum Dowodzenia Sił Zbrojnych Ukrainy, zaangażowany m.in. we współpracę z NATO.
Od początku wojny rosyjsko-ukraińskiej w 2014 był szefem sztabu operacji antyterrorystycznej. W czasie walk w Donbasie brał udział w kierowaniu bitwami pod Wuhłehirśkiem, Ridkodubem i nieudaną próbą odbicia Łogwinowa. W 2015 roku bronił przyczółka w Debalcewie, po czym wyprowadził ukraińskie oddziały z tworzonego przez Rosjan „kotła”. Został za to odznaczony Orderem Bohdana Chmielnickiego III stopnia, a następnie awansowany do stopnia generała porucznika.
W 2016 roku został szefem Połączonego Dowództwa Operacyjnego Sił Zbrojnych Ukrainy, które koordynuje działania operacyjne w Donbasie. W 2017 był dowódcą całej operacji antyterrorystycznej na wschodzie Ukrainy. W sierpniu 2019 został dowódcą Wojsk Lądowych Sił Zbrojnych Ukrainy. W 2020 roku awansowany do stopnia generała pułkownika.
Od pierwszych dni zapoczątkowanej w lutym 2022 roku inwazji Rosji na Ukrainę kierował obroną Kijowa. Według „The Washington Post”, przed rozpoczęciem inwazji Syrski analizował dyslokację wojsk rosyjskich wzdłuż granic Ukrainy, celnie przewidując ich dalsze ruchy w kierunku stolicy Ukrainy. Aby chronić miasto, zorganizował dwa pierścienie sił – na zewnętrznych przedmieściach i w obrębie miasta, co pozwoliło chronić centrum przed ostrzałem i zatrzymać Rosjan walczących na podejściach do Kijowa. Zdecydował też o przeniesieniu poza główne bazy zasobów lotniczych armii, w tym śmigłowców i odrzutowców, umieszczając je z dala od oczywistych celów ataku lotniczego.
5 kwietnia 2022 roku otrzymał najwyższe odznaczenie państwowe – tytuł Bohatera Ukrainy. Od lata 2022 roku był jednym z dowódców kontrofensywy Sił Zbrojnych w obwodzie charkowskim. Jesienią 2022 i wiosną 2023 dowodził obroną Sołedaru i Bachmutu.
8 lutego 2024 roku mianowany przez prezydenta Wołodymira Zełenskiego głównodowodzącym Ukraińskich Sił Zbrojnych. Zastąpił sprawującego tę funkcję od początku wojny Wałerija Załużnego.
23 sierpnia 2024 dekretem prezydenta Ukrainy Syrski został awansowany do najwyższego stopnia Sił Zbrojnych Ukrainy, generała.

## Galeria

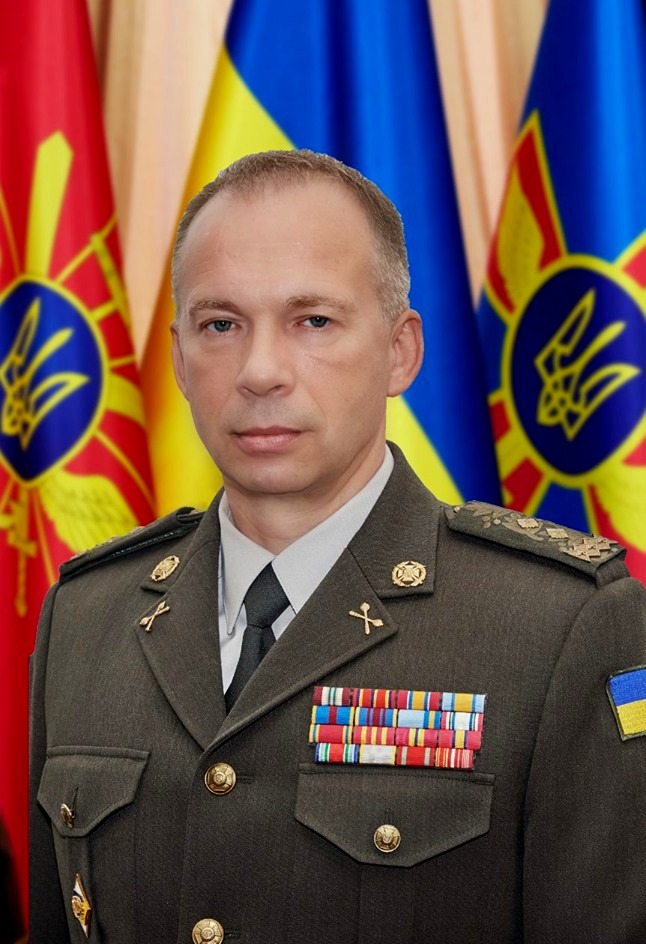
Oficjalny portret Syrskiego wykonany w 2019 roku
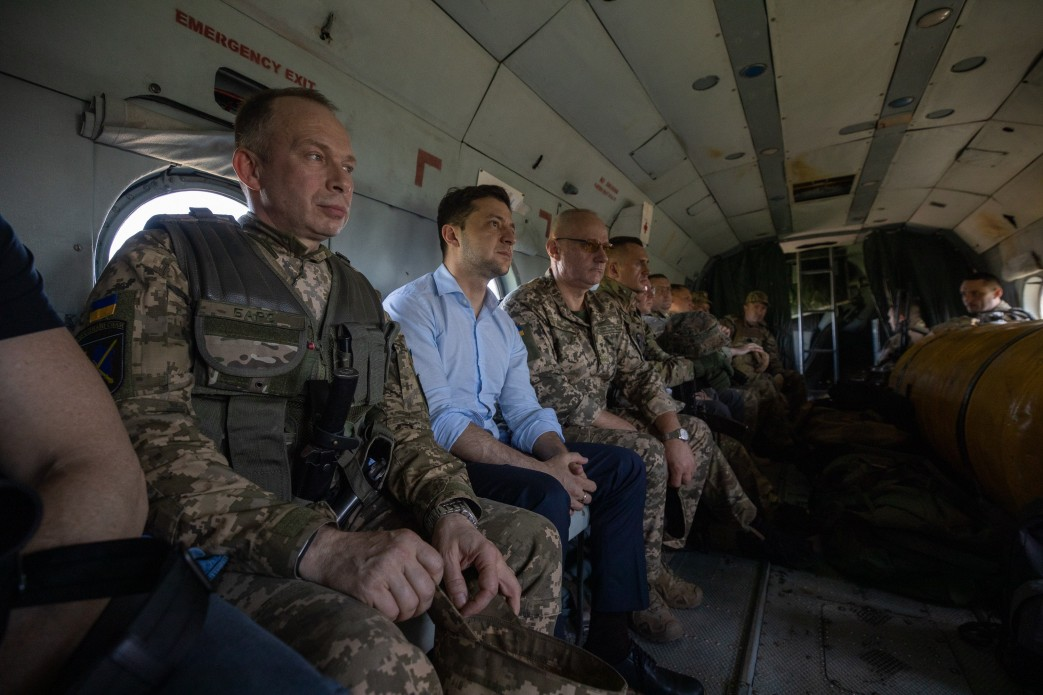
Towarzysząc Zełenskiemu w drodze do strefy ATO na wizytę przyfrontową, 27 maja 2019 roku
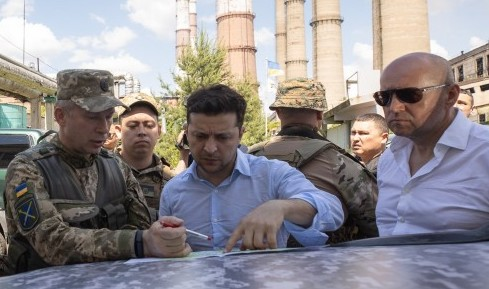
Właściwa część wizyty, 27 maja 2019 roku
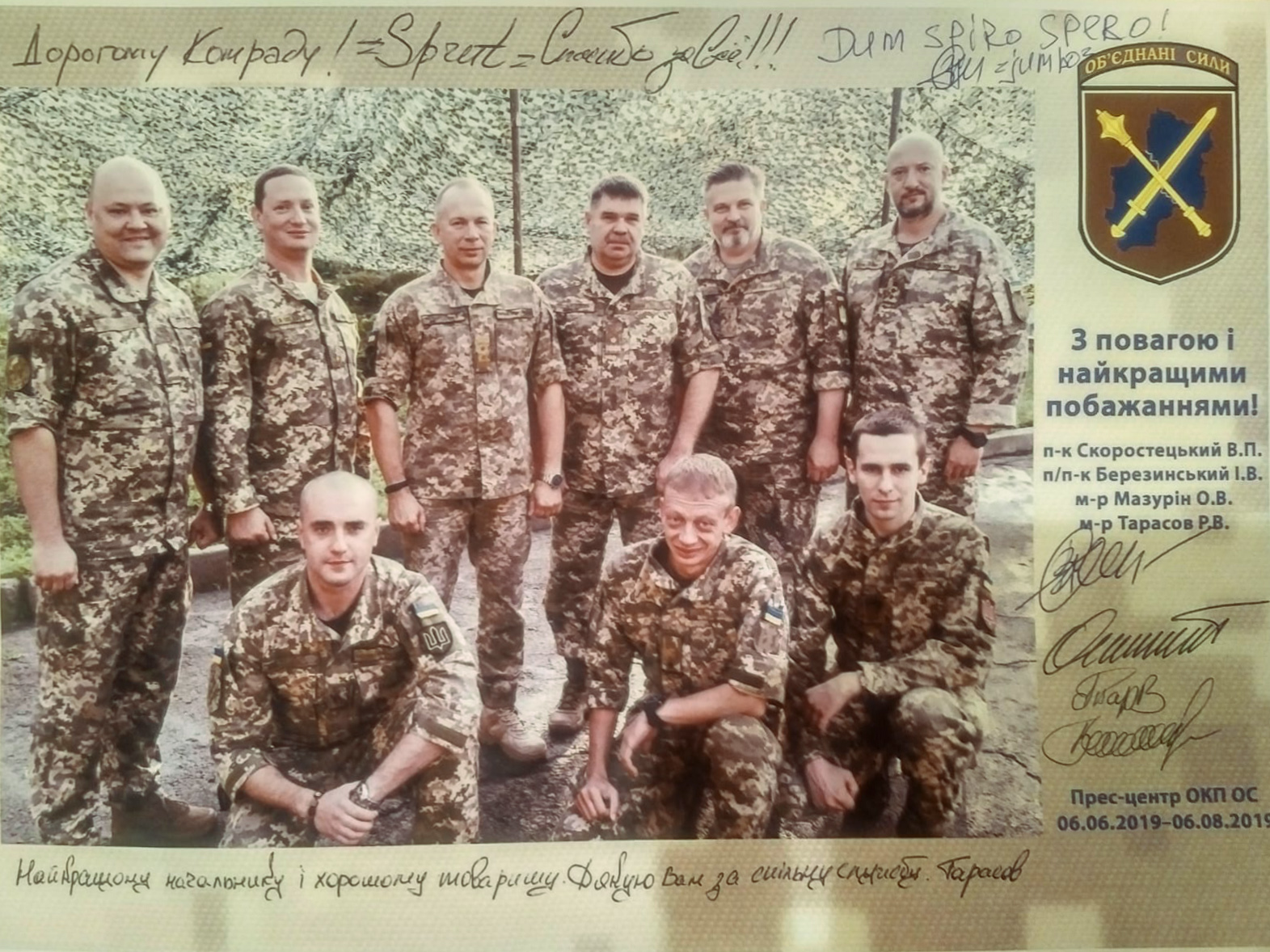
Pamiątkowe zdjęcie z żołnierzami oraz Ihorem Tanciurą, 22 sierpnia 2019 roku
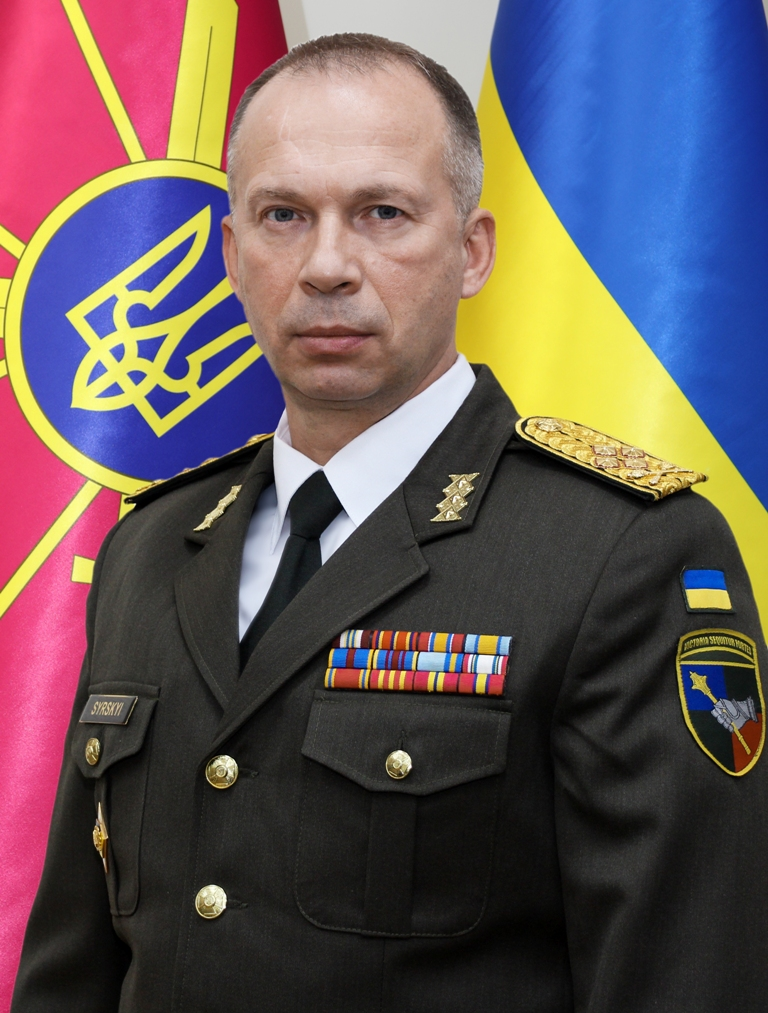
Oficjalny portret jako generał pułkownik wykonany 22 marca 2021 roku
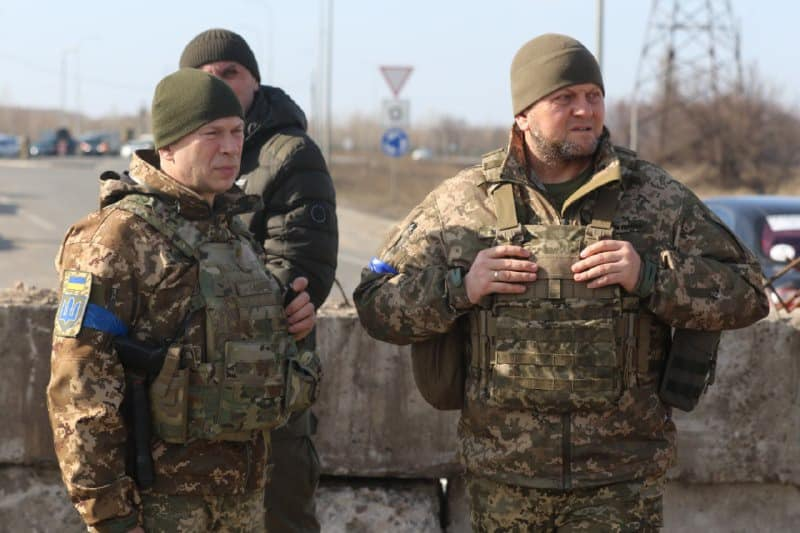
Z Załużnym podczas obrony Kijowa, 16 marca 2022 roku
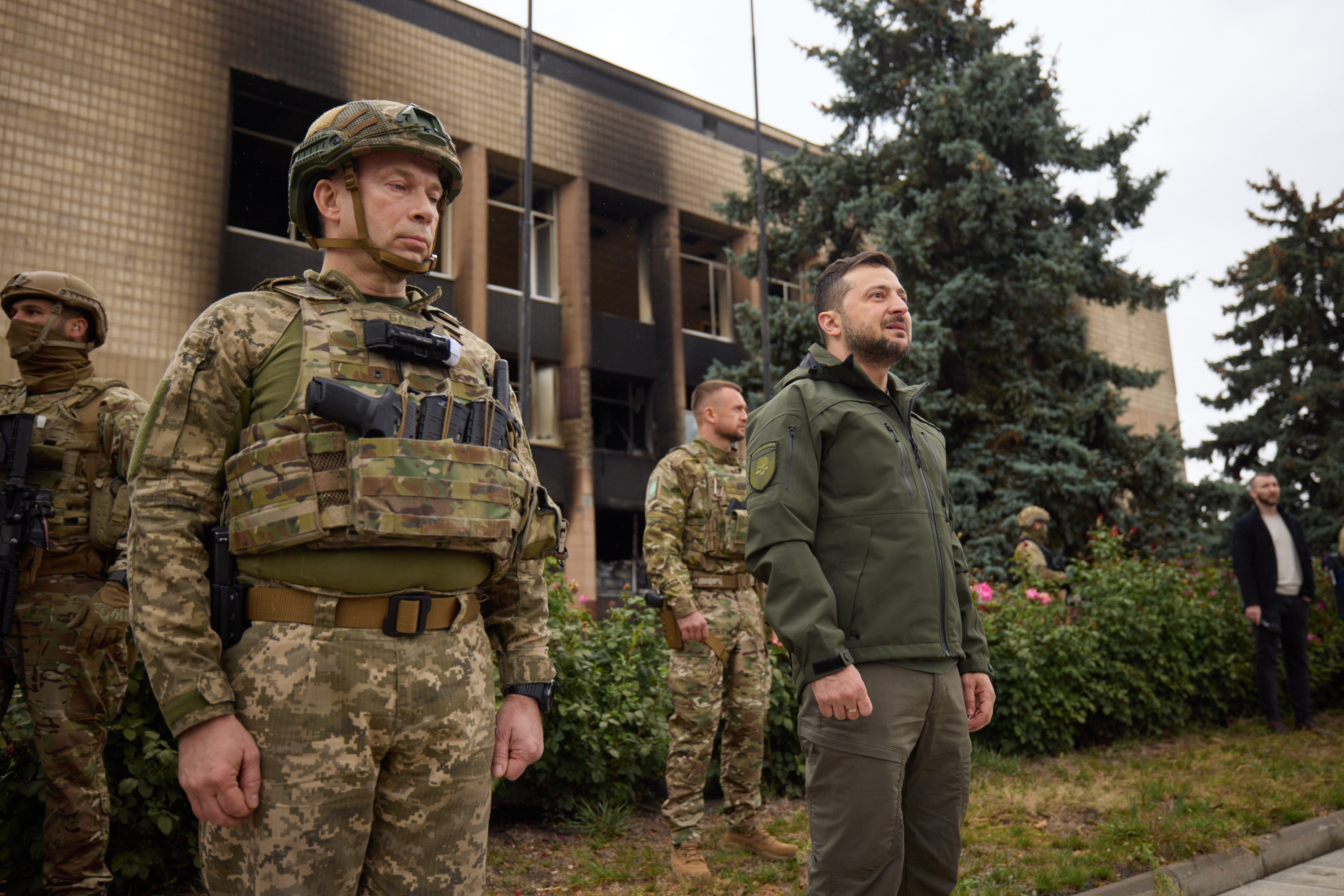
Z Zełenskim na charkowszczyźnie, 14 września 2022 roku
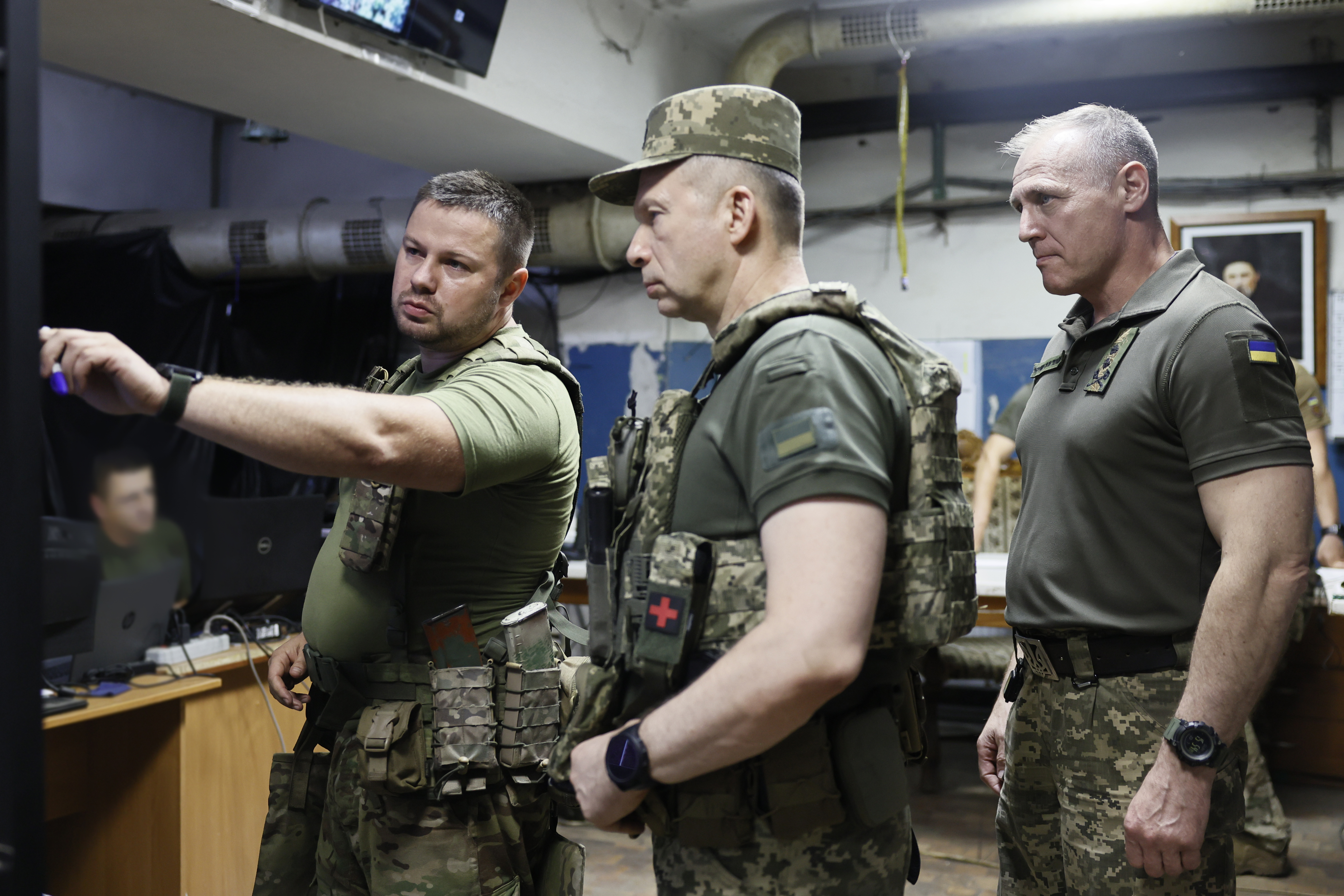
Z Ihorem Płachutą, 23 lipca 2023 roku
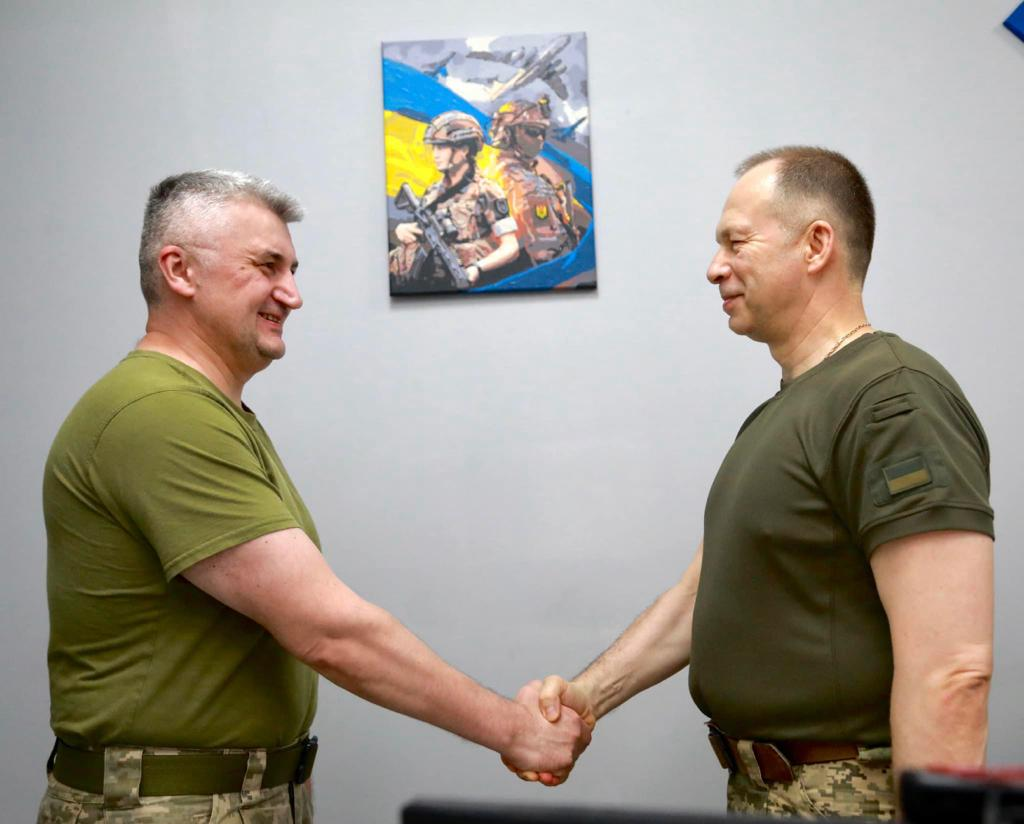
Spotkanie z pułkownikiem Serhijem Czerewatym, 10 października 2023 roku
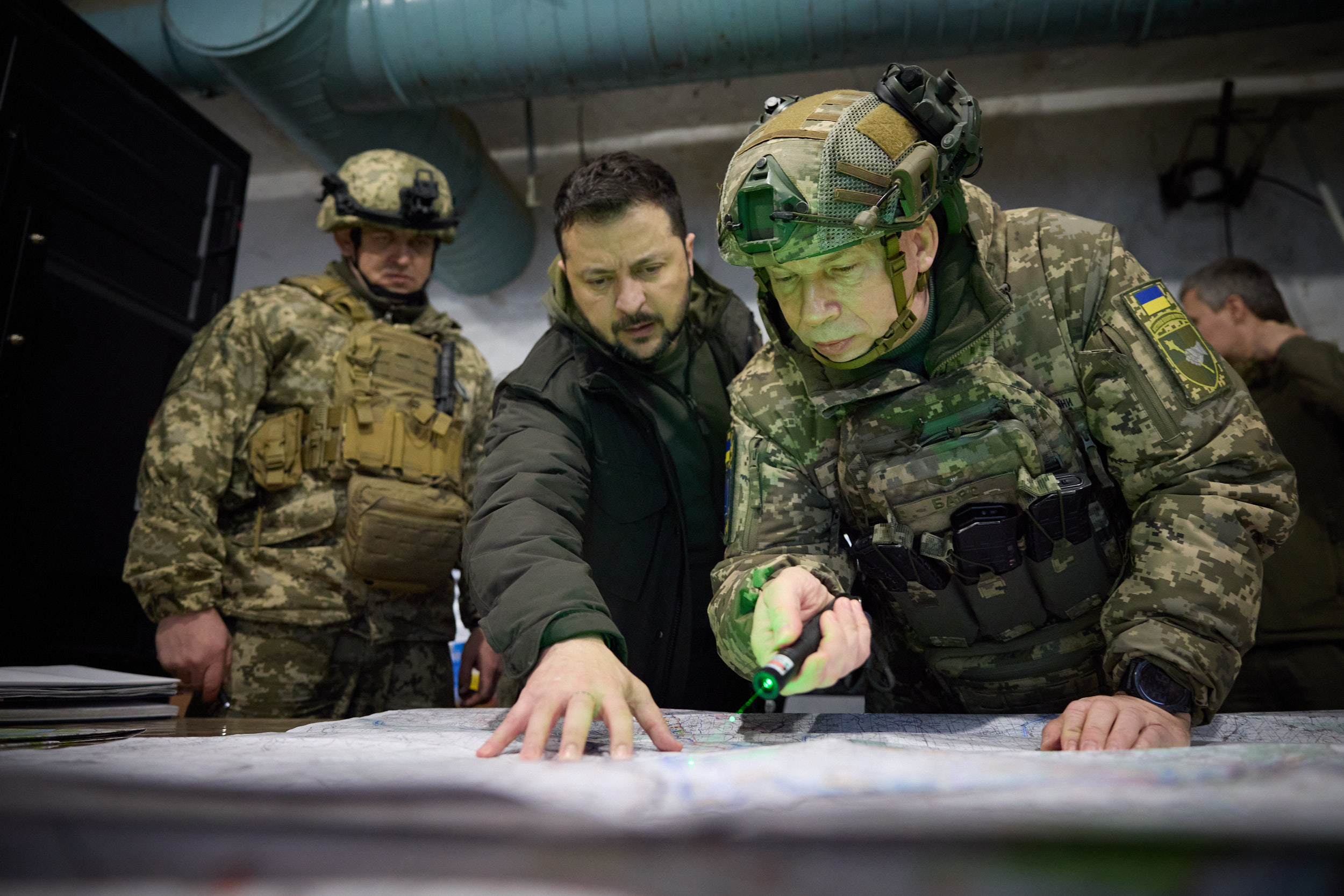
Referując Zełenskiemu sytuację wokół Kupiańska podczas wizyty prezydenta w tamtejszym punkcie dowodzenia, 30 listopada 2023 roku
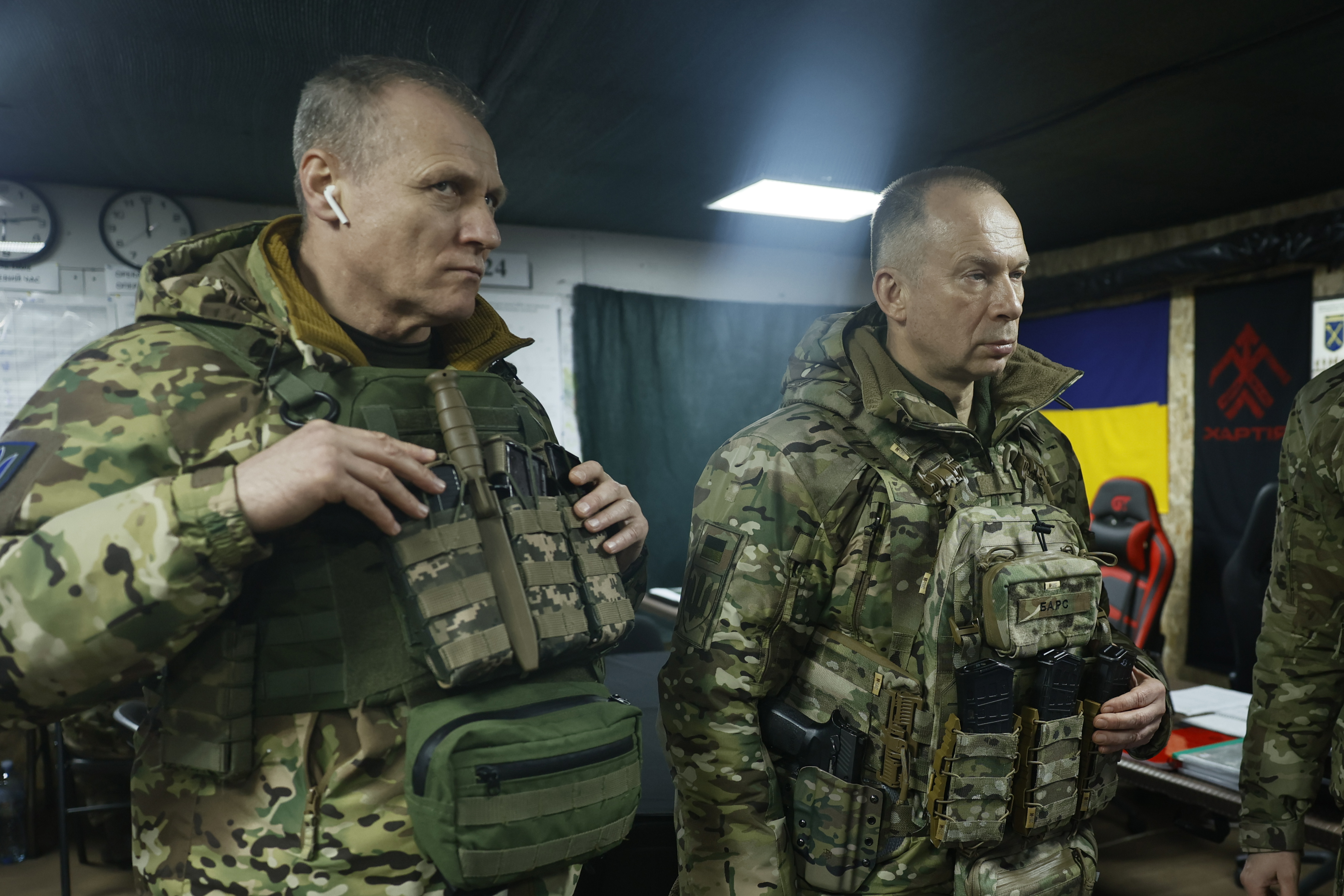
Z Płachutą w sztabie zgrupowania „Chortyca”, 18 stycznia 2024 roku
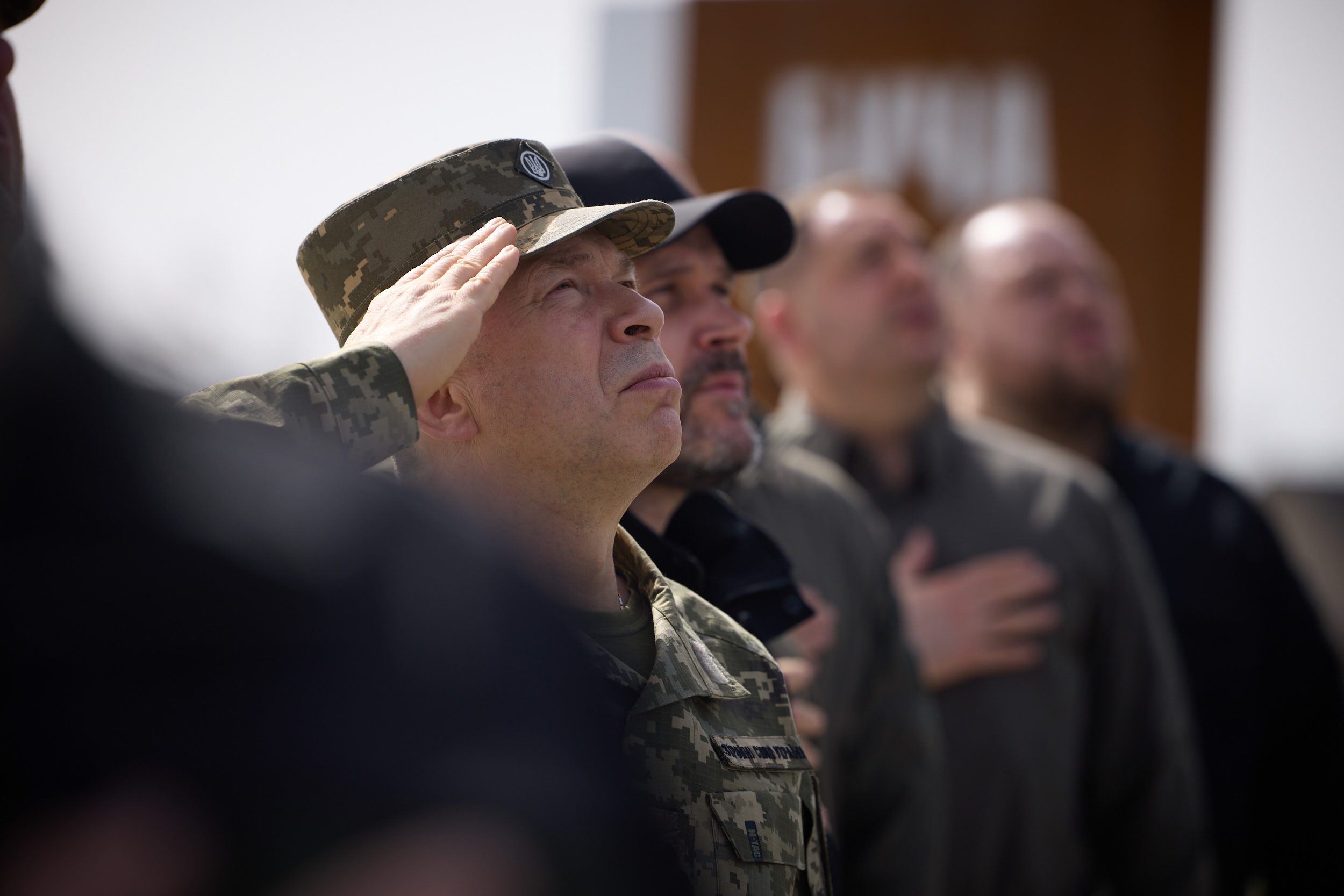
Podczas podnoszenia flagi na uroczystościach drugiej rocznicy wyzwolenia obwodu kijowskiego, 31 marca 2024 roku
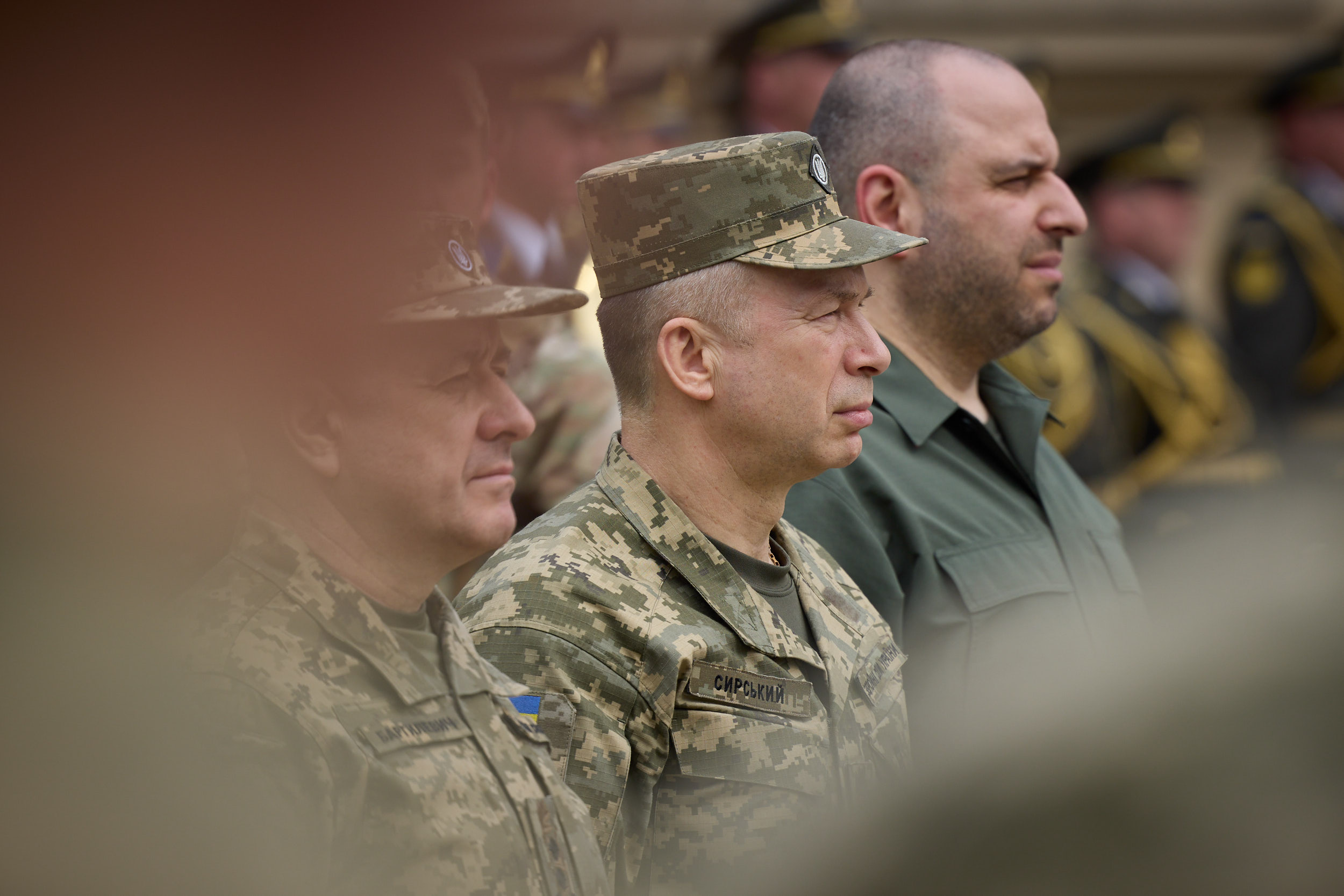
Między szefem Sztabu Generalnego Barhyłewyczem a ministrem obrony Umierowem, 6 maja 2024 roku
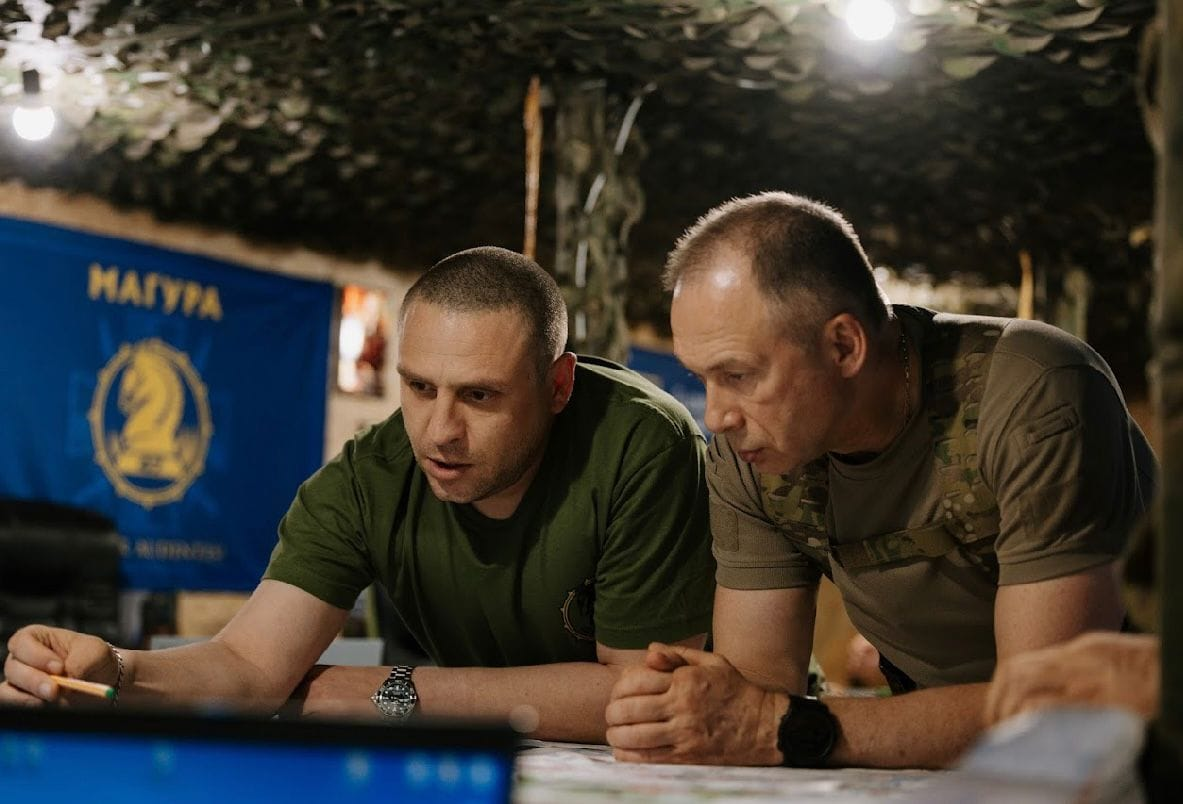
Analizując sytuację na froncie pokrowskim, 22 lipca 2024 roku

## Odznaczenia
- Bohater Ukrainy „Złotej Gwiazdy” (2022)[16]
- Krzyż Bojowych Zasług (2022)[17]
- Order Bohdana Chmielnickiego I Klasy (2022))[18]
- Order Bohdana Chmielnickiego II Klasy (2022)[19]
- Order Bohdana Chmielnickiego III Klasy (2015)[20]
- Komandor Legii Honorowej (Francja, 2025)[21]